# Adolphe Devos
Adolphe Devos (Gent, 8 mei 1836 - 5 maart 1922) was een Belgisch procureur en politicus voor de Liberale Partij.

## Levensloop
Devos promoveerde tot doctor in de rechten (1858) en ging een carrière aan in de magistratuur, waarbij hij procureur des Konings werd. In 1863 werd hij ook gemeenteraadslid van Mechelen.
In 1900 werd hij verkozen tot liberaal senator van het arrondissement Gent-Eeklo. Hij bleef dit mandaat uitoefenen tot in 1908 en werd toen provinciaal senator voor de provincie Henegouwen, tot in 1911.

## Publicaties
- De la coopération et de la mutualité comme remèdes aux abus de la spéculation et du garantisme. Étude de législation comparée, Brussel, 1886, 2 vol.
- Commentaire pratique et critique de la loi du 18 mai 1873 sur les sociétés commerciales, Brussel, 1886, 4 vol.